# Mark Breland
Mark Anthony Breland (New York, 11 maggio 1963) è un ex pugile e attore statunitense.
È stato campione olimpico alle Olimpiadi di Los Angeles 1984 e due volte campione mondiale WBA nei pesi welter. 

## Biografia

### Carriera tra i dilettanti
Newyorchese di Brooklyn, ha vinto cinque volte (1980-1984) i Golden Gloves dello Stato di New York, rimanendo imbattuto in questa competizione con 21 match vinti di cui 19 prima del limite e 14 per KO alla prima ripresa.
Nel 1982 vinto la medaglia d'oro, nei pesi welter, ai Campionati mondiali di pugilato dilettanti 1982 a Monaco di Baviera, battendo il sovietico Serik Konakbayev. Si è confermato sul gradino più alto del podio dei pesi welter, vincendo la medaglia d'oro alle Olimpiadi di Los Angeles 1984 dopo aver battuto, in semifinale, l'italiano Luciano Bruno.
Conclude la carriera tra i dilettanti con un record di 110 combattimenti vinti ed una sola sconfitta.

### Carriera tra i professionisti
Dopo quindici combattimenti, tutti vinti, è designato a combattere per l'attribuzione della cintura mondiale vacante WBA dei pesi welter. Conquista il titolo mondiale il 6 febbraio 1987 ad Atlantic City, battendo il sudafricano Harold Volbrecht per knock-out tecnico alla settima ripresa. Lo perde alla prima difesa per knock-out tecnico all'undicesimo round contro il connazionale Marlon Starling in un match che stava ampiamente dominando. Il successivo tentativo di riconquistare il titolo non va oltre un ininfluente pari contro lo stesso Starling, a Las Vegas.
Si rifà dopo nemmeno otto mesi, il 4 febbraio 1989, battendo a Las Vegas per Kot al primo round il sudcoreano Seung-Soon Lee. Difende vittoriosamente il titolo mondiale battendo uno dopo l'altro, sempre prima del limite, il colombiano Rafael Pineda, lo svizzero Mauro Martelli a Ginevra, il giapponese Fuijo Ozaki a Tokyo e il britannico Lloyd Honeyghan a Wembley. Perde il titolo WBA a Reno dai pugni di Aaron Davis che lo mette KO al nono round. Nel 1996 questo match è stato inserito, al 98º posto, nella classifica di Ring Magazine dei 100 più grandi combattimenti di tutti i tempi. 
Dopo una nuova sconfitta con il messicano Jorge Vaca, Breland abbandona temporaneamente la boxe. Risale sul ring dopo quattro anni, nel 1996, combattendo ancora cinque match, vincendoli tutti. 
Il 21 marzo 1997 scende definitivamente dal ring con un bilancio di 35 vittorie (25 prima del limite, 3 sconfitte (tutte prima del limite) e un pari su 39 combattimenti disputati. Con la statura di 191 cm è stato uno dei più alti campioni del mondo dei pesi welter della storia del pugilato.

### Carriera di attore
Dopo il ritiro, Breland ha intrapreso la carriera di attore, recitando in Miami Vice (1984), He Got Game (1998) e Summer of Sam-Panico a New York (1999). È apparso anche nel video musicale di Dare Me (1985), singolo di successo delle Pointer Sisters.